# Uchenna Emedolu
Uchenna Emedolu (* 17. September 1976 in Anambra) ist ein nigerianischer Sprinter.
Er spielte in seiner Jugend zunächst Fußball. Nachdem sportlicher Erfolg dort ausblieb, konzentrierte er sich ab 2000 vollständig auf die Leichtathletik, die er zuvor nebenbei betrieben hatte. Es gelang ihm, sich für die Teilnahme an den Olympischen Spielen 2000 in Sydney zu qualifizieren. Im 200-Meter-Lauf erreichte er die Viertelfinalrunde. Mit der nigerianischen 4-mal-100-Meter-Staffel schied er im Halbfinale aus.
Nun bereits erfahrener, erreichte er bei den Weltmeisterschaften 2001 in Edmonton sowohl im 100-Meter-Lauf als auch über 200 Meter die Halbfinalrunde. Der endgültige Durchbruch gelang im Jahr 2002. Bei den Commonwealth Games in Manchester und bei den Afrikameisterschaften in Tunis gewann er über 100 Meter jeweils die Silbermedaille. Im selben Jahr wurde er in Madrid erster afrikanischer 100-Meter-Lauf-Sieger beim Leichtathletik-Weltcup.
Bei den Weltmeisterschaften 2003 in Paris belegte er über 100 Meter den sechsten und über 200 Meter den achten Platz. Bei den Afrikaspielen in Abuja gewann er im 200-Meter-Lauf Gold und im 100-Meter-Lauf in persönlicher Bestzeit von 9,97 s Silber.
Den größten Erfolg seiner Karriere feierte er bei den Olympischen Spielen 2004 in Athen. Gemeinsam mit Olusoji Fasuba, Aaron Egbele und Deji Aliu war er Mitglied der nigerianischen 4-mal-100-Meter-Staffel, die in einer Zeit von 38,23 s die Bronzemedaille hinter den Mannschaften aus Großbritannien und den Vereinigten Staaten gewann. Im 100-Meter-Lauf erreichte Emedolu die Halbfinalrunde.
2005 startete er bei den Weltmeisterschaften in Helsinki über 100 und 200 Meter, verpasste aber jeweils den Finaleinzug. Bei den Commonwealth Games 2006 in Melbourne wurde er über 100 Meter Vierter und über 200 Meter Sechster. Im selben Jahr wurde er in Bambous Afrikameister im 200-Meter-Lauf und gewann die Silbermedaille im 100-Meter-Lauf.
2007 konnte er bei den Afrikaspielen in Algier über 100 Meter die Bronzemedaille erringen. Bei den Olympischen Spielen 2008 in Peking trat er im 100-Meter-Lauf an, scheiterte jedoch in der Vorrunde. Auch mit der 4-mal-100-Meter-Staffel konnte er das Finale nicht erreichen.
Darüber hinaus wurde er viermal nigerianischer Meister im 200-Meter-Lauf (2001–2003, 2006) und einmal im 100-Meter-Lauf (2005).
Uchenna Emedolu hat bei einer Körpergröße von 1,78 m ein Wettkampfgewicht von 75 kg.

## Bestleistungen
- 100 m: 9,97 s, 12. Oktober 2003, Abuja
- 200 m: 20,31 s, 8. September 2002, Rieti
- 60 m (Halle): 6,66 s, 3. Februar 2002, Stuttgart